# George Richards Minot

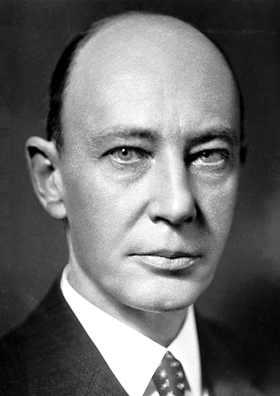
George Minot, 1934

George Richards Minot (* 2. Dezember 1885 in Boston, Massachusetts, USA; † 25. Februar 1950 in Brookline, Massachusetts) war ein US-amerikanischer Internist.
Minot teilte sich 1934 mit William Parry Murphy und George Hoyt Whipple den Nobelpreis für Physiologie oder Medizin für ihre Forschungen über die perniziöse Anämie. Die Forscher hatten 1926 einen Weg gefunden, diese zuvor unweigerlich tödliche Erkrankung durch eine Diät mit Leber zu heilen. Bei dieser Leberdiät nahmen die Patienten täglich rohe Leber oder daraus hergestellte Speisen zu sich. Erst viel später wurde der „antiperniziöse Faktor“ im Lebergewebe als Vitamin B12 identifiziert (Vgl. auch Cobalamine).
Minot, Sprössling einer langen Dynastie von Ärzten, promovierte 1912 in Boston und war bis 1915 an der Johns Hopkins University in Baltimore, danach wieder in Boston an der Harvard Medical School (ab 1928 als Professor) tätig. 1926 wurde er in die American Academy of Arts and Sciences gewählt, 1929 erhielt er die Kober Medal. Im Jahr 1935 wurde er zum Mitglied der Leopoldina und der American Philosophical Society gewählt, 1937 in die National Academy of Sciences.
Sein Wohnhaus in Brookline, Massachusetts wurde am 7. Januar 1976 als National Historic Landmark in das National Register of Historic Places eingetragen. Bereits seit 1960 ist der Minot Point nach ihm benannt, eine Landspitze der Brabant-Insel in der Antarktis.